# 다카요시 쇼마
다카요시 쇼마(일본어: 高吉 正真, 2000년 8월 25일~)는 일본의 축구 선수이다.

## 구단 경력
그는 2023년 J3리그의 기라반츠 기타큐슈에 입단했다.